# Stenocercus ornatus
Stenocercus ornatus — вид ігуаноподібних ящірок родини Tropiduridae. Ендемік Еквадору.

## Поширення і екологія
Stenocercus ornatus мешкають в Еквадорських Андах, на західних схилах міжандійських долин в провінціях Асуай, Лоха і Самора-Чинчипе. Вони живуть у вологих гірських тропічних лісах і сухих тропічних лісах. Зустрічаються на висоті від 1500 до 3000 м над рівнем моря.

## Збереження
МСОП класифікує цей вид як вразливий. Stenocercus ornatus загрожує знищення природного середовища.